# Frans Anatolius Sjöström
Frans Anatolius Sjöström (né le 3 juin 1840 à Turku ; décédé le 1er août 1885 sur l'île de  Rönnskär à Kirkkonummi) est un architecte finlandais. Ses œuvres sont représentatives du Style néorenaissance.

## Biographie
Frans Sjöström est le fils de Fredrik Vilhelm Sjöström et d'Anna Lovisa Ahlblad.
De 1859 à 1861, il est élève du lycée technique à Turku puis à partir de 1861 à l'Académie royale des arts de Suède à Stockholm où il étudie à l'École d'architecture et à l'École de peinture et reçoit la grande médaille d'or de l'Académie en 1868 .
Frans Sjöström est considéré comme l'un des meilleurs étudiants de Fredrik Wilhelm Scholander et il s'intéresse particulièrement à l'aquarelle et travaille pendant un certain temps comme assistant de Fredrik Scholander. 
Après son séjour à l'Académie royale des arts de Suède, il poursuit ses études d'architecture lors d'un voyage d'étude avec le soutien de l'État de 1869 à 1872 en Allemagne et en Italie.
À partir de 1872, il enseigne à l'Institut polytechnique d'Helsinki,.

## Ouvrages
Son œuvre est représentative du Style néorenaissance. 
Ses ouvrages les plus connus sont l'ancien bâtiment principal de l'université technologique d'Helsinki à Hietalahdentori, l'hôpital chirurgical d'Helsinki, la mairie de Kuopio, la mairie de Sortavala, l'église de Kitee, l'église de Lapinlahti et l'hôtel de ville de Turku.

## Prix et récompenses
- Prix Ducat, 1866

## Galerie

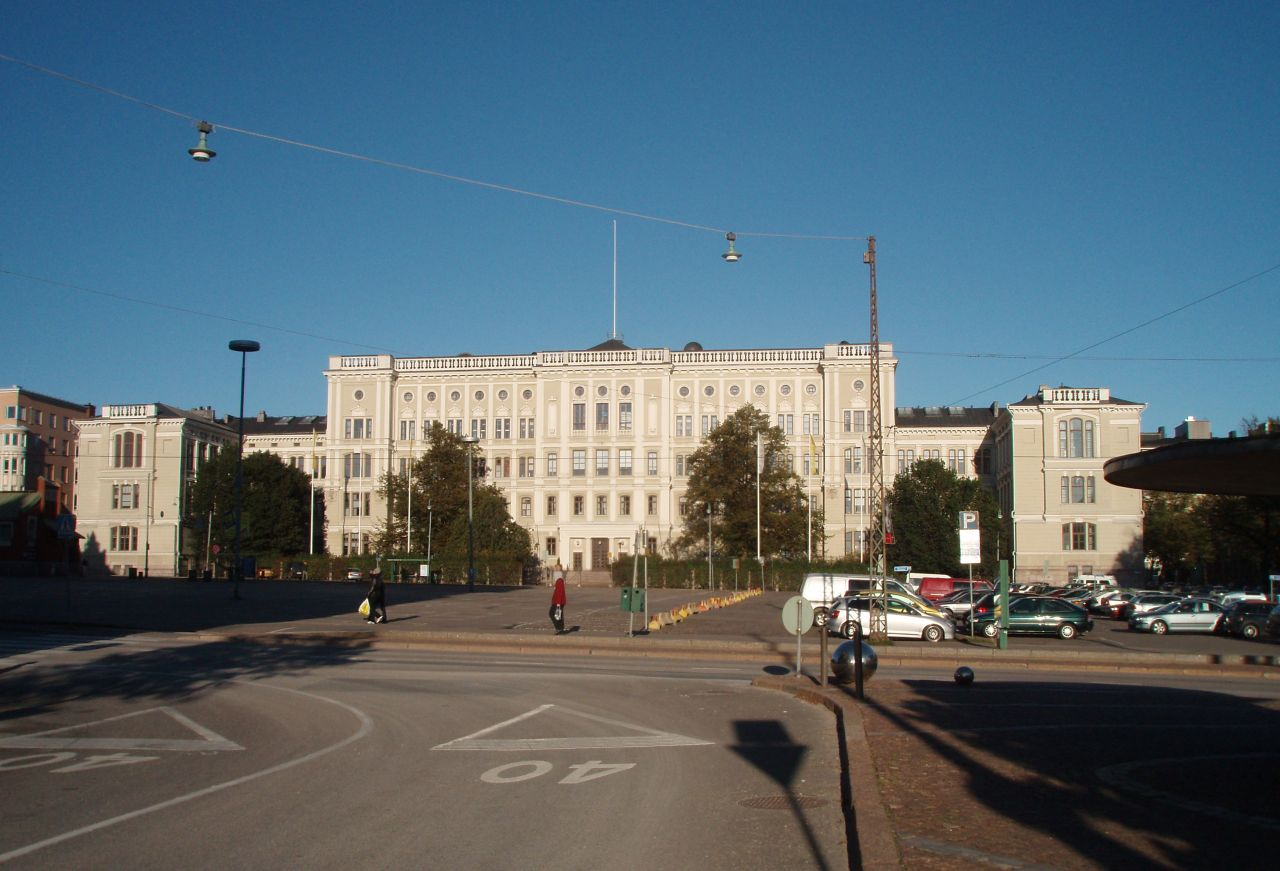
Metropolia, Hietalahdentori, Helsinki.
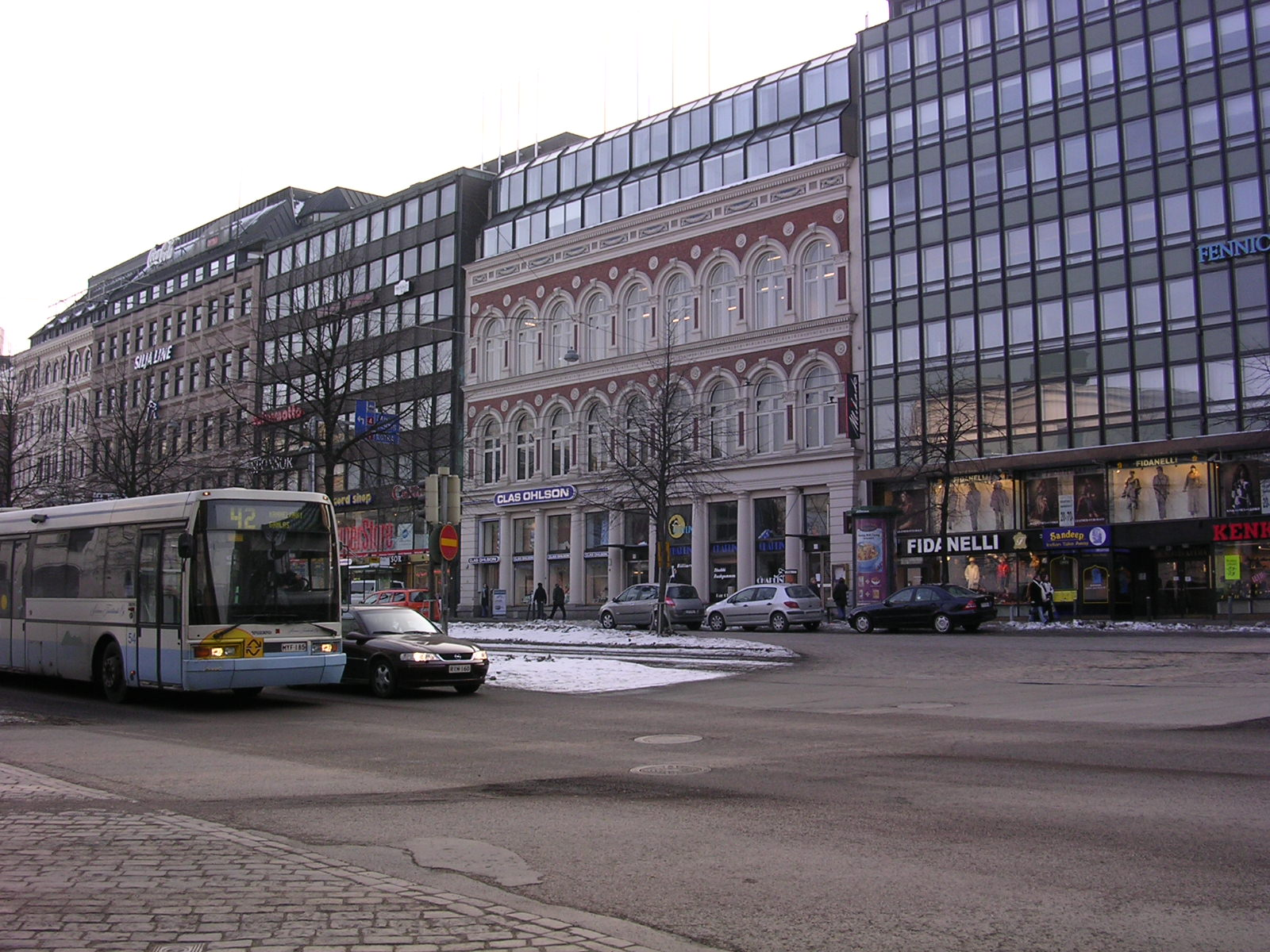
Lycée d'Aleksandre Mannerheimintie 6
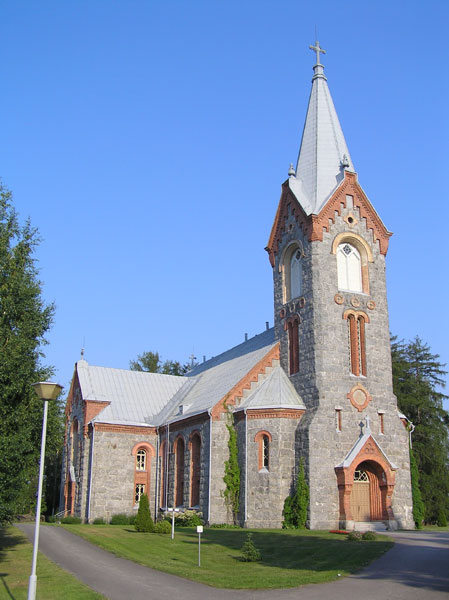
Église de Kitee.
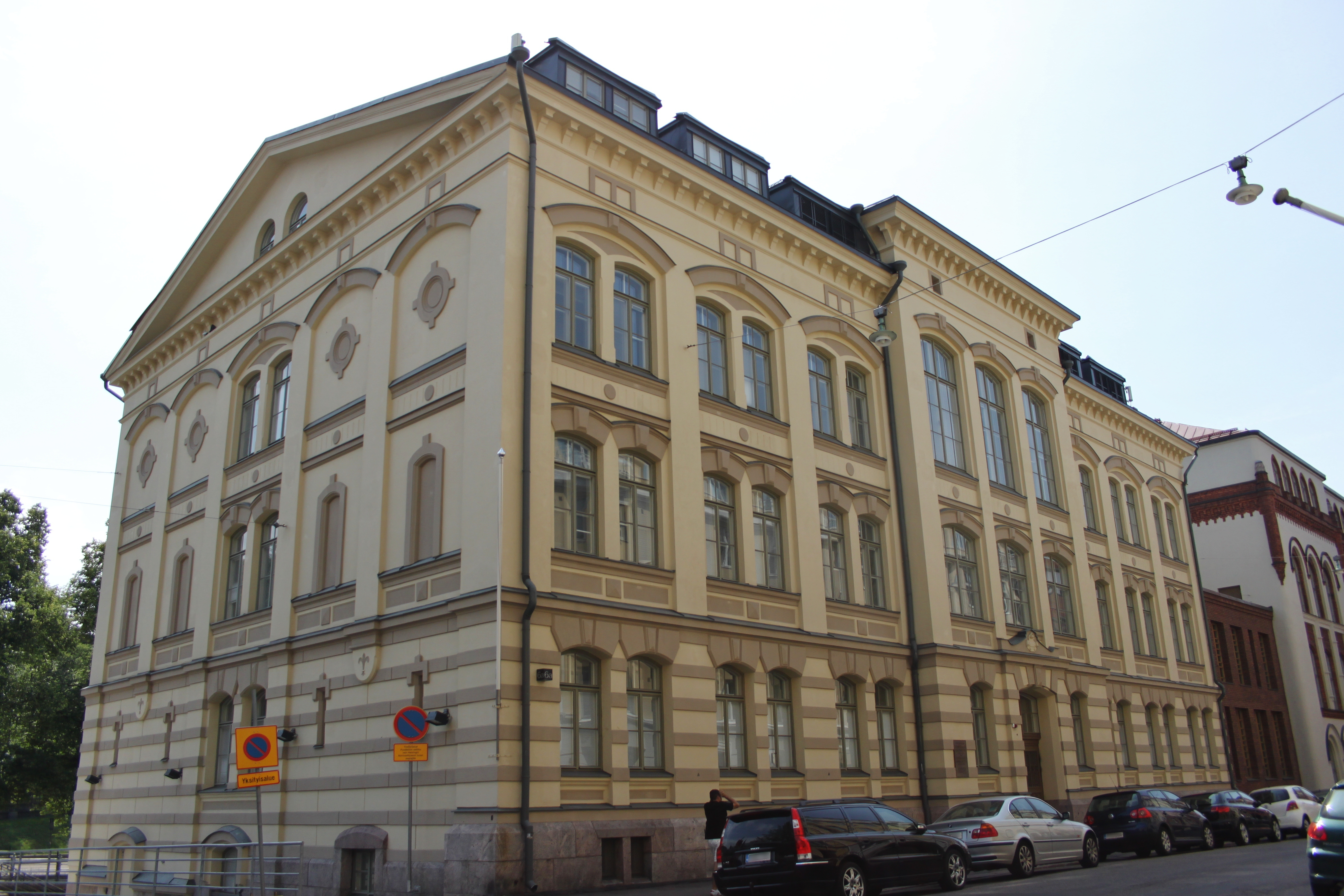
Lycée normal d'Helsinki

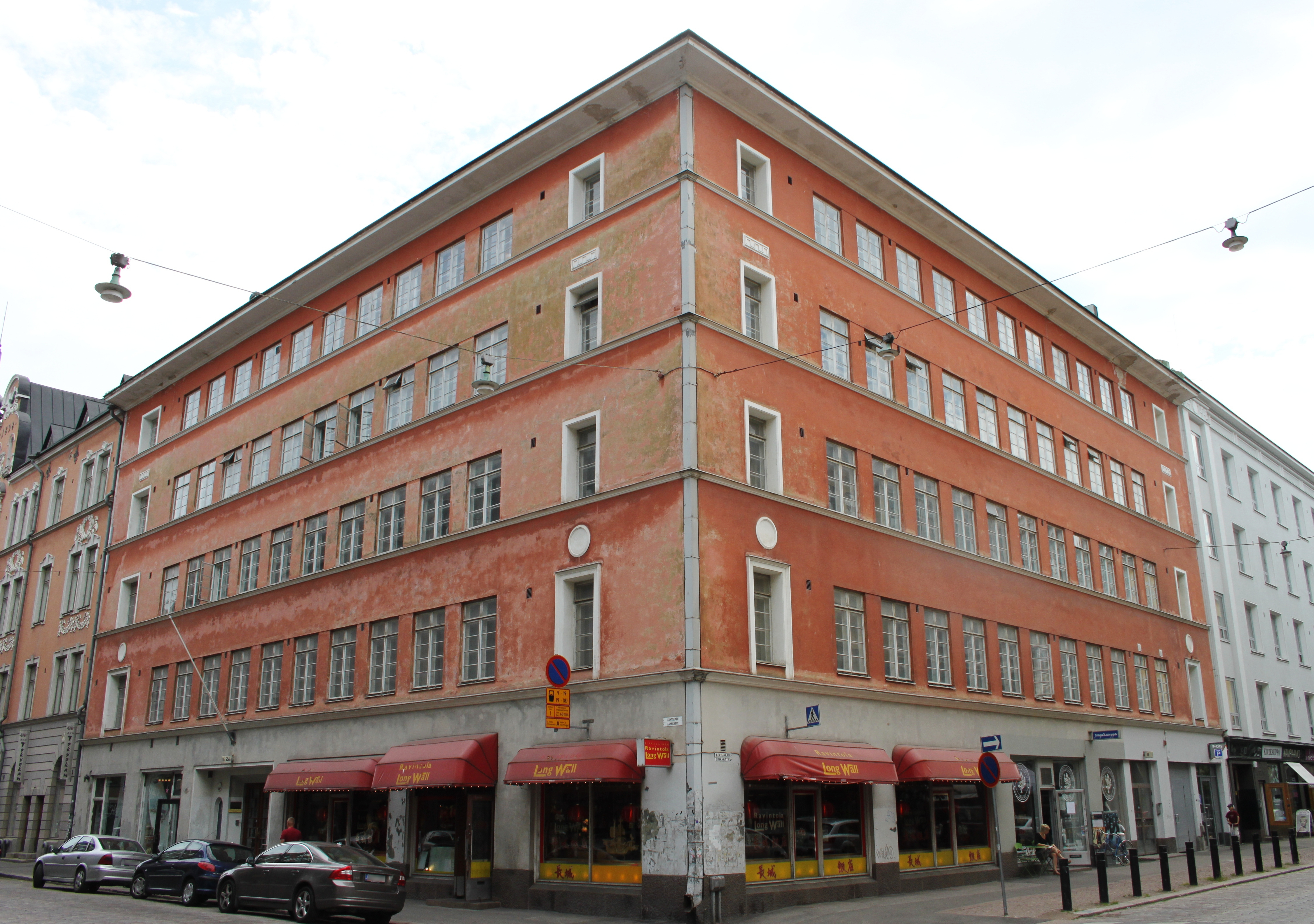
Annankatu 26, Helsinki
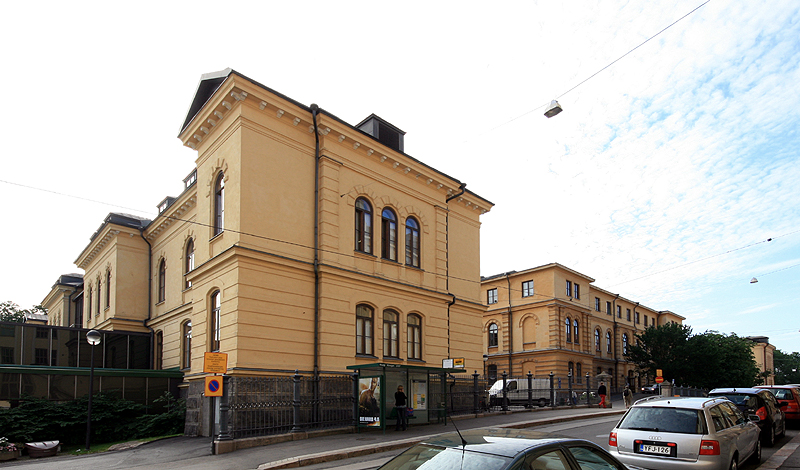
Hôpital chirurgical d'Helsinki
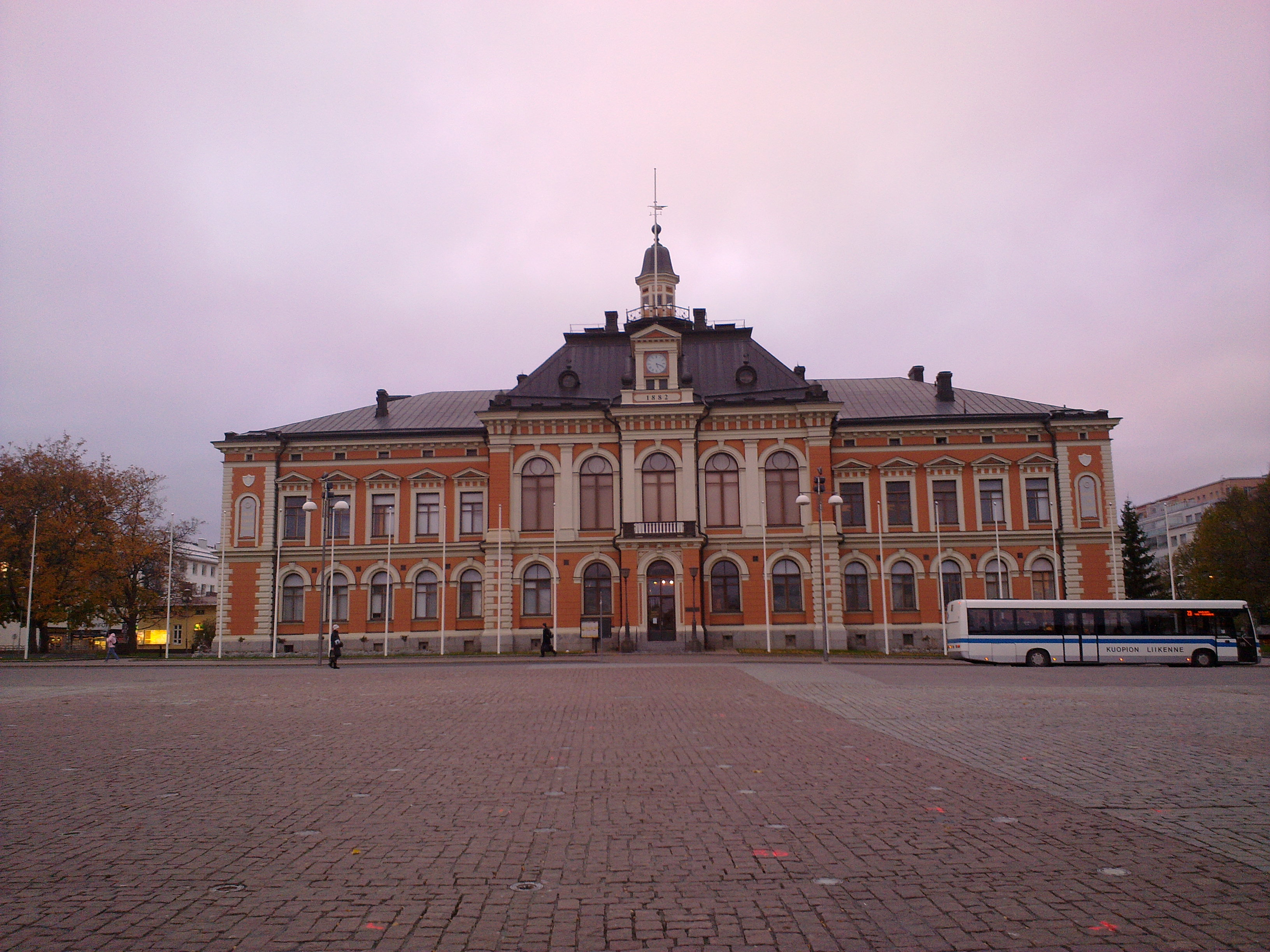
Mairie de Kuopio
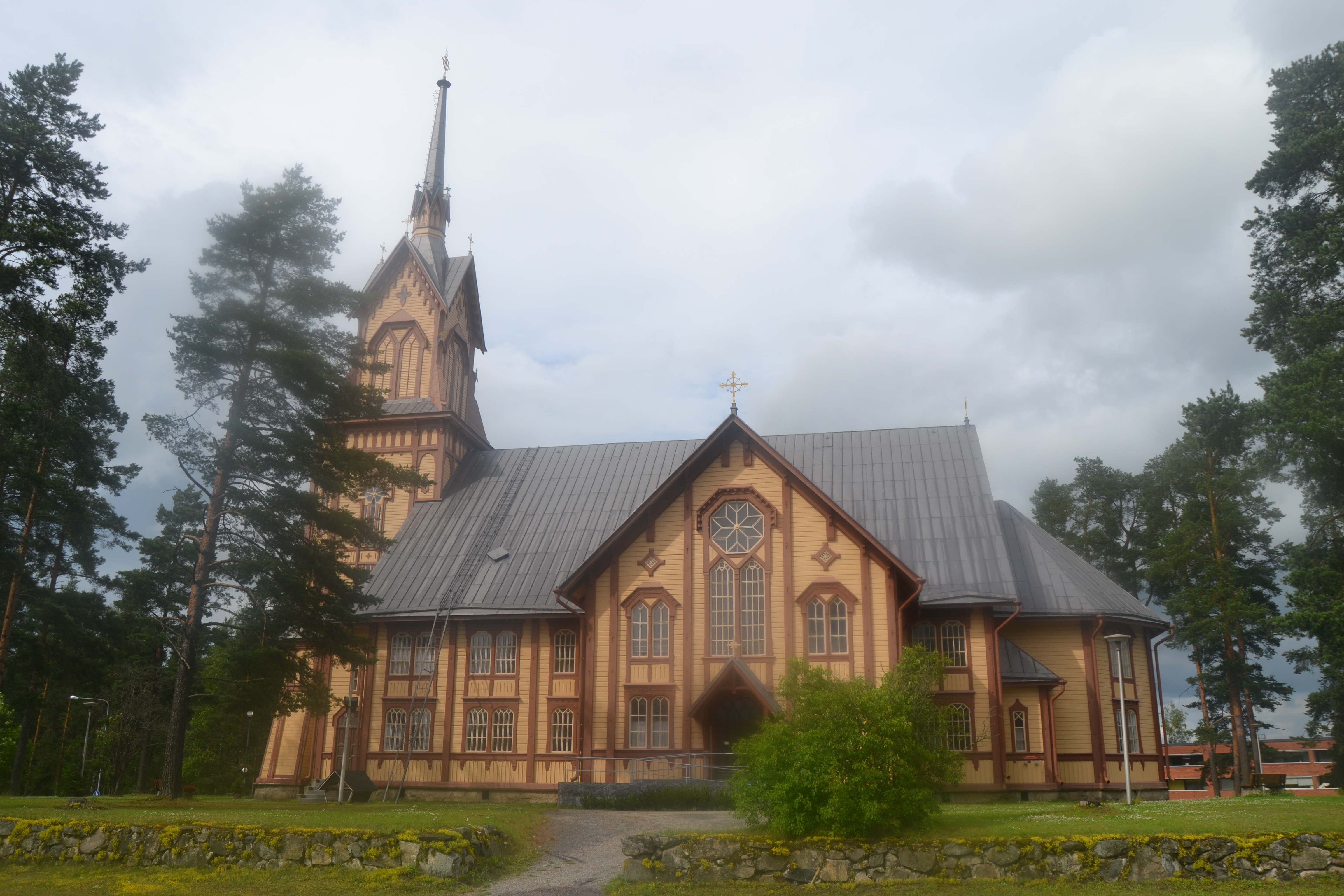
Église de Lapinlahti.

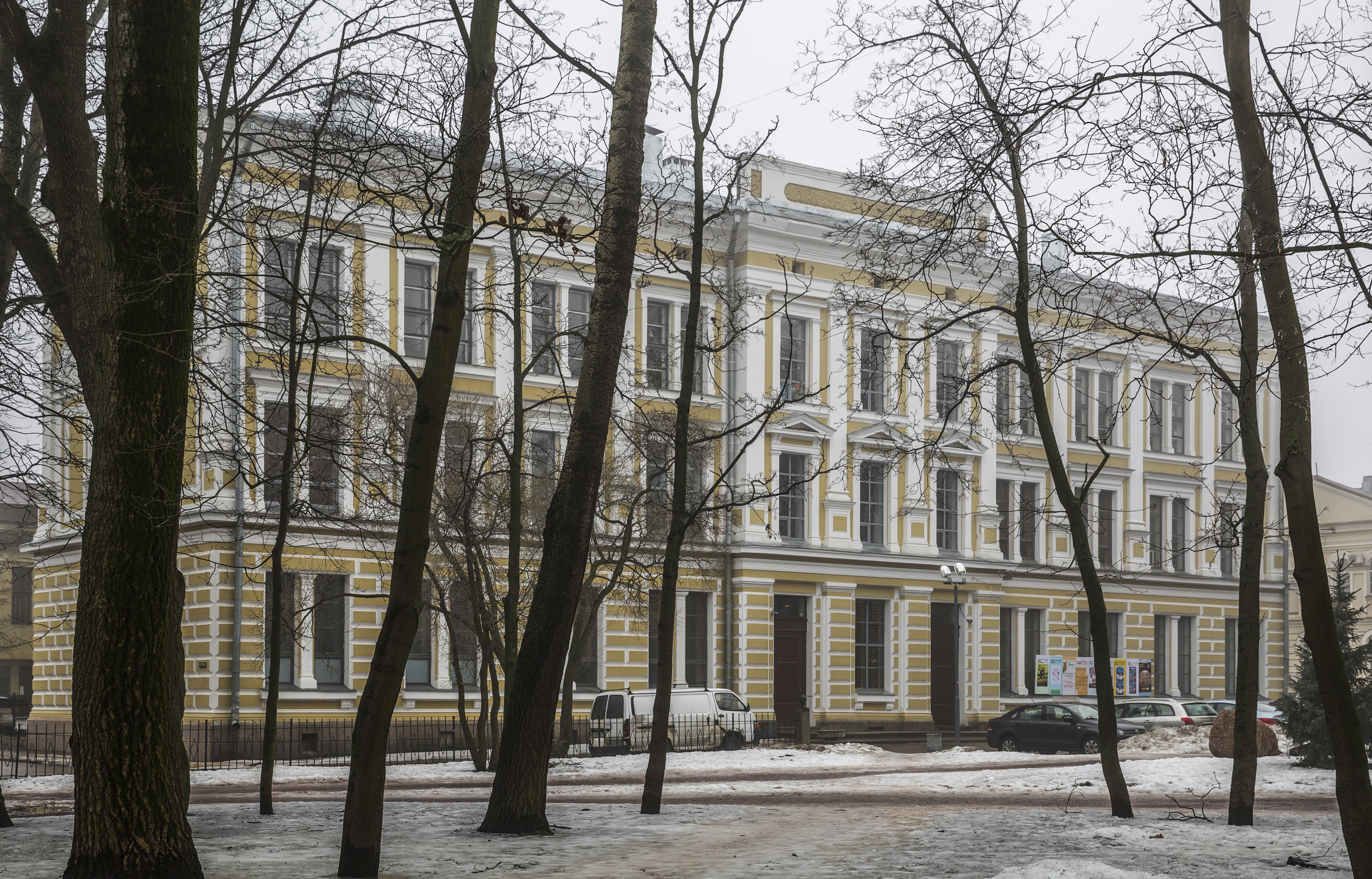
École élémentaire de Viipuri.
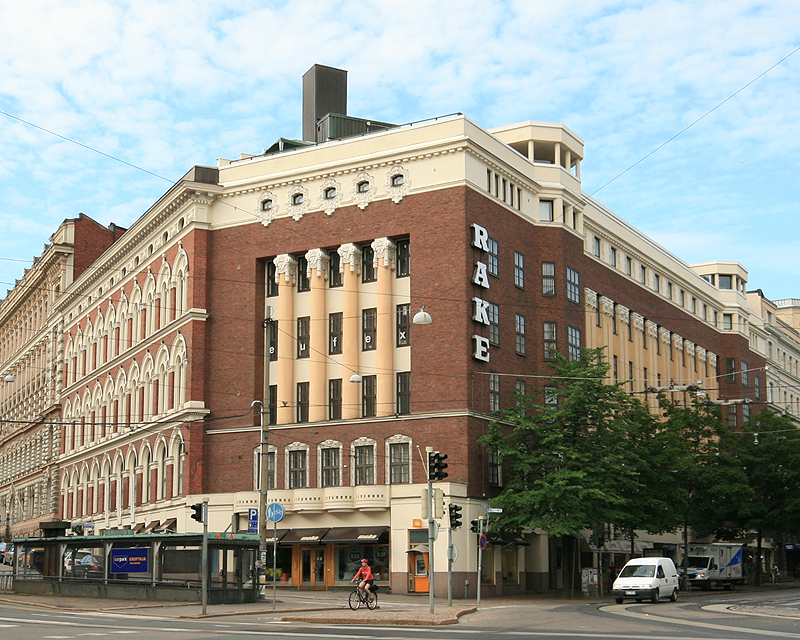
Bulevardi 2-4, Helsinki
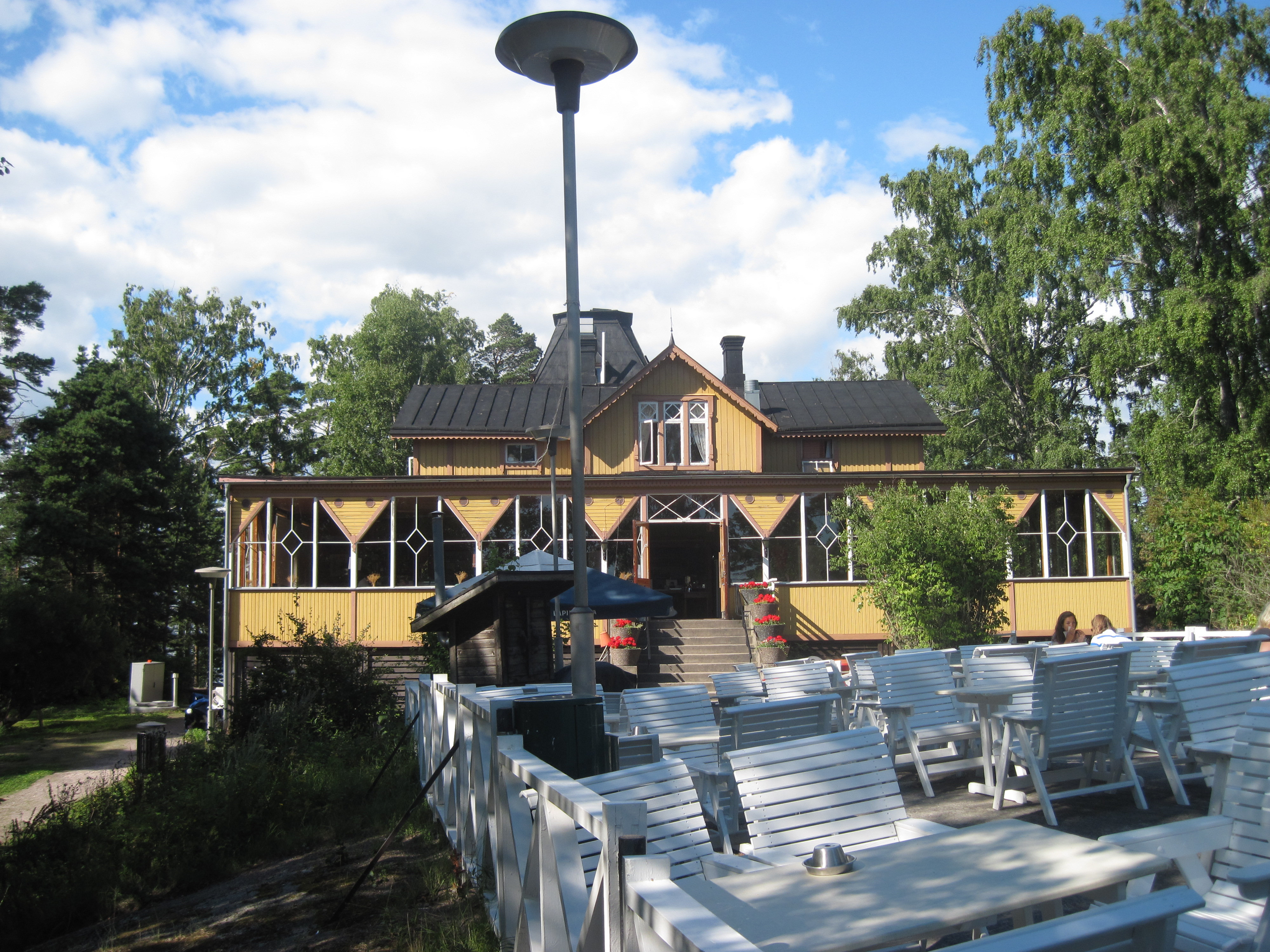
Villa Hallebo, Helsinki
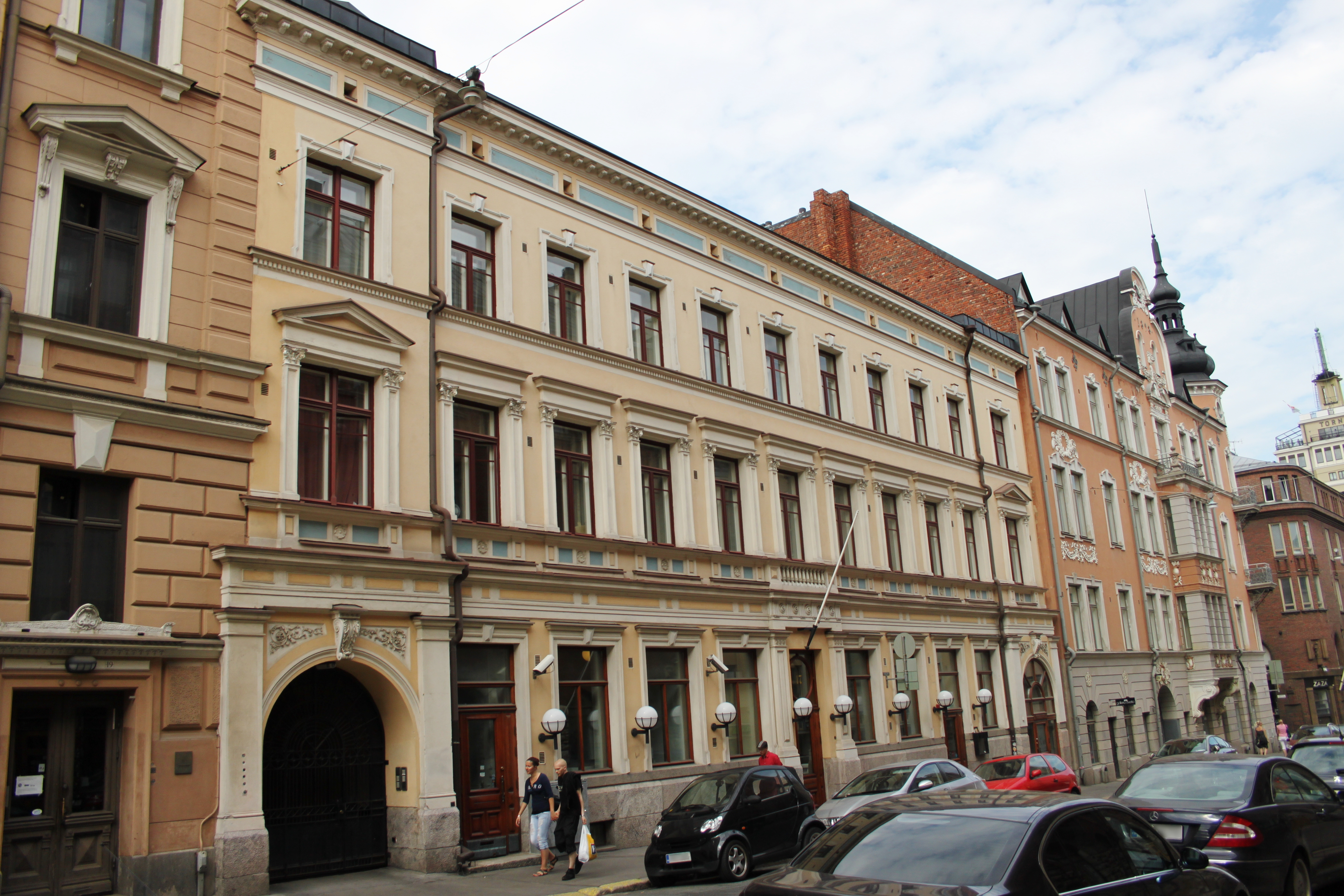
Kalevankatu 17, Helsinki